# Victor François Carpentier
Victor François Carpentier (Gent, 24 mei 1839 - aldaar, 26 maart 1914) was een Belgisch industrieel en politicus voor de Liberale Partij.

## Levensloop
Victor François begon samen met zijn broer August Carpentier een bedrijf voor de verwerking van konijnenvellen tot bont. Hoewel van bescheiden komaf, werkten de broers zich op tot vooraanstaande industriëlen. Van 1891 tot 1895 was hij tevens liberaal gemeenteraadslid in Gent. Daarnaast was hij onder meer van 1893 tot 1898 kolonel van het eerste legioen van de Burgerwacht.
Hij was de oom van Victor Carpentier, volksvertegenwoordiger en senator.
De villa van Carpentier aan de Charles op de hoek van de Laurent Delvauxstraat en de Charles de Kerchovelaan werd samen met de aanpalende huizen in 1978 beschermd als stadsgezicht.